# Universidade Federal de Santa Catarina
Universidade Federal de Santa Catarina är ett universitet i Brasilien.   Det ligger i kommunen Florianópolis och delstaten Santa Catarina, i den södra delen av landet, 1 300 km söder om huvudstaden Brasília. 